# 피찬차차라어

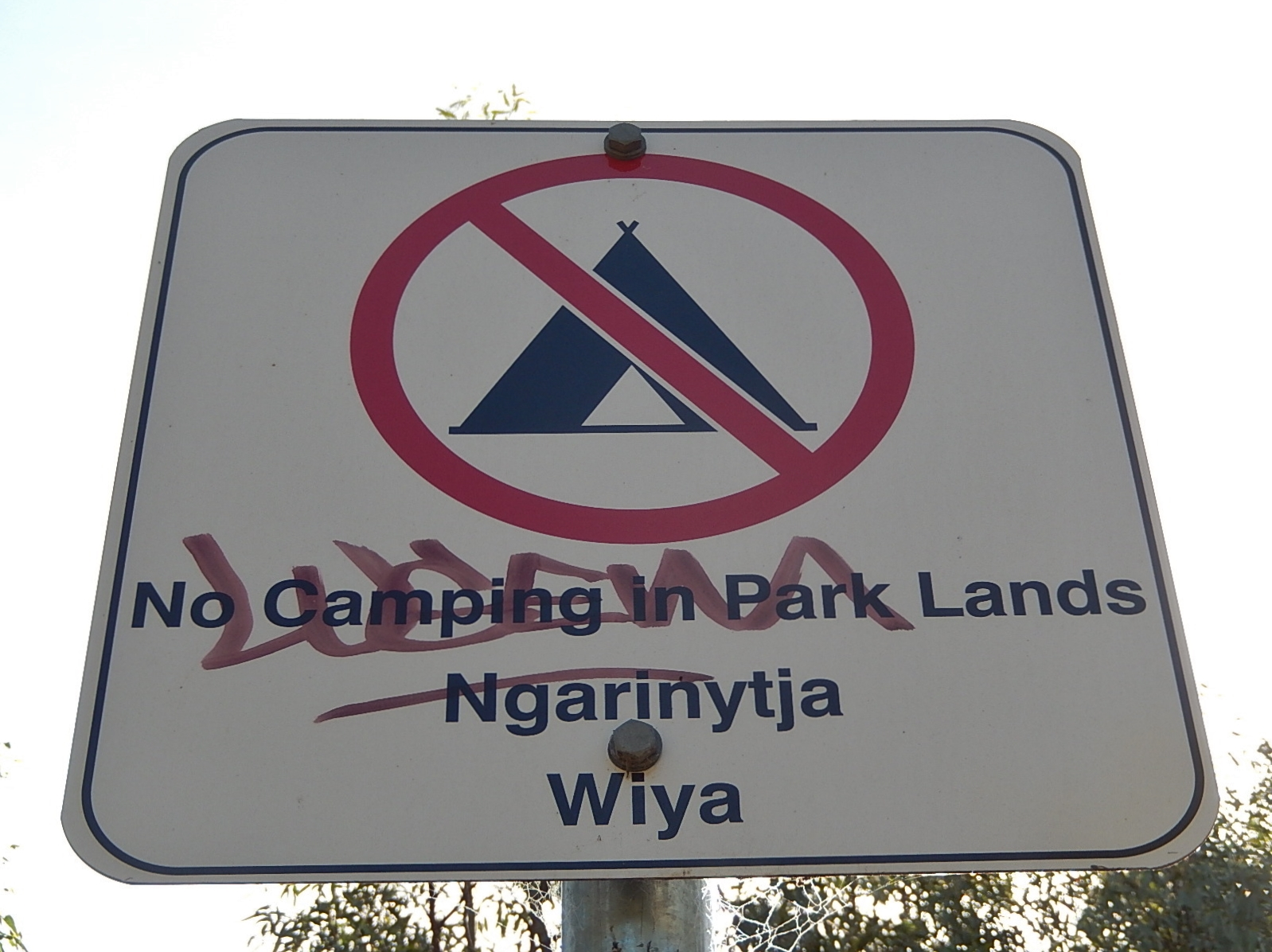

피찬차차라어(Pitjantjatjara language)는 오스트레일리아의 사막지대에 사는 피찬차차라인들이 사용하는 언어이다. 이 언어는 다른 서부사막어군 언어들과 상호소통이 가능하며, 특히 얀쿤차차라어와 밀접한 관계에 있다. 단지 20%의 피찬차차라인들만이 영어를 사용하며, 나머지는 피찬차차라어만을 사용한다. 약 50%~70%에 달하는 피찬차차라인들이 그들의 언어로 읽고 쓰기가 가능하다. 사용인구는 2500명 정도로 오스트레일리아 원주민 제어 중에서는 가장 보존이 잘 된 언어 중 하나이다.

## 역사
피찬차차라어는 1937년 호주 장로회의 선교단이 사우스오스트레일리아 주정부의 지원을 받아 푸카차(Pukatja)에 원주민 정착지를 설립하며 기록이 시작되었다. 선교단은 원주민의 언어를 직접 배우고 교육, 설교하여 이들의 언어와 문화를 보존하는 것을 목적으로 하였다. 신약성경의 번역 출판 프로젝트는 수십 년 간 지속되어 2002년 완료되었다. 언어는 비교적 잘 계승되고 있으나, 원주민 공동체의 젊은 세대 사이에서는 코드 스위칭 등 특유의 피찬차차라어-영어 이중 사용 현상이 관찰되었다.

## 음운론
피찬차차라어의 음운 목록은 다음과 같다. 철자는 화살괄호 안에 병기하였다.
|        | 양순음  | 치경음  | 권설음  | 경구개음 | 연구개음 |
| ------ | ------- | ------- | ------- | -------- | -------- |
| 파열음 | p~b ⟨p⟩ | t~d ⟨t⟩ | ʈ~ɖ ⟨ṯ⟩ | c~ɟ ⟨tj⟩ | k~ɡ ⟨k⟩  |
| 비음   | m ⟨m⟩   | n ⟨n⟩   | ɳ ⟨ṉ⟩   | ɲ ⟨ny⟩   | ŋ ⟨ng⟩   |
| 설측음 |         | l ⟨l⟩   | ɭ ⟨ḻ⟩   | ʎ ⟨ly⟩   |          |
| R음    |         | r~ɾ ⟨r⟩ | ɻ ⟨ṟ⟩   |          |          |
| 접근음 |         |         | ɻ ⟨ṟ⟩   | j ⟨y⟩    | w ⟨w⟩    |

피찬차차라어에는 일반적인 오스트레일리아 언어와 같이 대조되는 3개의 모음이 있다.
|        | 전설           | 중설           | 후설           |
| ------ | -------------- | -------------- | -------------- |
| 고모음 | ɪ ⟨i⟩, ɪː ⟨ii⟩ |                | ʊ ⟨u⟩, ʊː ⟨uu⟩ |
| 저모음 |                | ɐ ⟨a⟩, ɐː ⟨aa⟩ |                |

피찬차차라어는 모음의 길이를 구별한다. 장모음은 모음 글자를 중복해서 쓰거나 콜론 ⟨:⟩을 써서 ⟨a:⟩, ⟨i:⟩, ⟨u:⟩처럼 나타낸다.
피찬차차라어 정서법은 다음과 같이 밑줄 그은 글자를 사용하는데, 일반적인 로마자 낱자에 밑줄을 그어 나타낼 수도 있고 전용 유니코드 글자로 나타낼 수도 있다.
- Ḻ: 유니코드 1E3A
- ḻ: 유니코드 1E3B
- Ṉ: 유니코드 1E48
- ṉ: 유니코드 1E49
- Ṟ: 유니코드 1E5E
- ṟ: 유니코드 1E5F
- Ṯ: 유니코드 1E6E
- ṯ: 유니코드 1E6F

밑줄은 해당 자음이 치경음이 아니라 권설음임을 나타낸다.

### 음소배열론
피찬차차라어에서 장모음은 어휘적인 어근의 첫 음절에서만 나타난다. 따라서 피찬차차라어의 음소배열론은 첫 음절에서는 (C)V(V)(C), 둘째 음절부터는 (C)V(C)을 따른다. 전통적인 피찬차차라어에서 모든 단어는 모음으로 끝난다. 자음으로 끝나는 어근의 경우 다른 접미사가 붙지 않는다면 접미사 -pa가 붙어 단어가 자음으로 끝나는 것을 방지한다.
| Ngayu-lu                      | mingkul-ku        | a-nu.   |
| 1SG.NOM                       | wild.tobacco-PURP | go-PAST |
| ‘내가 야생 담배를 위해 왔다.’ |                   |         |

| Ngayu-lu                                | mingkul-pa       | tjuṯa-ku | a-nu.   |  |
| 1SG.NOM                                 | wild.tobacco-AUG | PL-PURP  | go-PAST |  |
| ‘내가 많은 야생 담배를 얻기 위해 왔다.’ |                  |          |         |  |

ly는 단어의 첫 소리로 올 수 없으며, y 역시 드물다.

### 강세
대부분의 오스트레일리아 언어들은 주강세가 단어의 첫 음절에, 부강세가 셋째, 다섯째 등의 음절에 오며, 단어의 마지막 음절에는 강세가 오지 않는다는 규칙이 있다. 피찬차차라어 역시 이를 따른다.
피찬차차라어에서 동사는 방향 접두사가 붙는 경우가 있는데, 이때는 접두사와 동사의 첫 음절 모두 주강세를 취한다.
| [mɑ́ːpɪ́cʌ]  | maa-pitja    | 떨어져-가다(명령) |
| [ŋɑ́ʎʌpɪ́cʌ] | ngalya-pitja | 이쪽-가다(명령)   |

### 자음 연쇄
연속되는 두 자음을 각각 C1과 C2라고 할 때에 피찬차차라어의 자음 연쇄는 다음과 같은 제약을 받는다.
- C1은 파열음 혹은 반모음이 아니어야 한다.
- C2는 설측음과 r이 아니어야 한다.
- 같은 위치에서 조음되지 않는 자음들의 연쇄의 경우 C1은 변자음이 아니어야 하고, C2는 치경음이 아니어야 한다.
- 비음인 자음들의 연쇄의 경우 C2는 설단음이 아니어야 한다.
- C1이 r일 때 C2는 치경음이 아니어야 한다.

## 문법
다음 내용은 주로 Bowe (1990)를 따른다.

### 명사

#### 행위자 피행위자
피찬차차라어는 분열 능격이 나타나는 언어로, 일반 명사와 고유 명사는 능격-절대격 정렬을 따르지만 대명사는 주격-대격 정렬을 따른다. 일반 명사와 고유 명사의 능격 절대격 접미사는 형태가 다르며, 1인칭 단수 주격 대격 접미사는 고유 명사의 능격 절대격 접미사와 형태가 일치한다.
| Minyma-ngku             | tjitji    | nya-ngu. |
| woman-ERG               | child.ABS | see-PAST |
| ‘여자가 아이를 보았다.’ |           |          |

| Billy-lu                  | Naomi-nya | nya-ngu. |
| Billy-ERG                 | Naomi-ABS | see-PAST |
| ‘Billy가 Naomi를 보았다.’ |           |          |

| Palu-ṟu             | ngayu-nya | nya-ngu. |
| 3SG.NOM             | 1SG.ACC   | see-PAST |
| ‘그가 나를 보았다.’ |           |          |

#### 목표-소유격
피찬차차라어에서 -ku/-mpa는 소유자를 표시하거나 무언가를 위해서임을 나타낸다. -ku는 일반 명사와 고유 명사에, -mpa는 대명사에 붙는다.
| Kungkawara-ku           | ngunytju   | a-nu.   |
| girl-GEN                | mother.ABS | go-PAST |
| ‘소녀의 어머니가 갔다.’ |            |         |

| Minyma-ngku                          | kuri-ku     | kapi      | mantji-nu. |
| woman-ERG                            | spouse-PURP | water.ABS | get-PAST   |
| ‘여자가 남편을 위해 물을 얻어 왔다.’ |             |           |            |

목표-소유격은 신체 부위와 같은 양도 불가능 소유를 나타내는 데에 사용될 수 없다. 양도 불가능 소유는 소유자와 같은 격을 취함으로 나타낸다.
| Tjilka-ngku                  | minyma    | tjina    | waka-ṉu.    |
| prickle-ERG                  | woman.ABS | foot.ABS | pierce-PAST |
| ‘가시가 여자의 발을 찔렀다.’ |           |          |             |

몇몇 동사들은 목표-소유격을 둘째 논항으로 취한다. 따라서 해당 문장은 자동문이 된다.
| Kuḻunypa                  | ngampu-ku | mukuri-nganyi. |
| toddler.ABS               | egg-PURP  | like-PRES      |
| ‘아이가 달걀을 좋아한다.’ |           |                |

#### 장소-도구격
피찬차차라어에서 -ngka/-la는 장소를 표시하거나 도구로 사용됨을 나타낸다. -ngka는 일반 명사와 고유 명사에, -la는 대명사에 붙는다.
| Tjitji                             | ngura-ngka | nyina-pai. |
| child.ABS                          | home-LOC   | sit-HABIT  |
| ‘아이가 야영지에서 머무르곤 했다.’ |            |            |

| Palu-ṟu                       | palu-la   | tjawa-lpai. |
| 3SG.NOM                       | 3sg-INSTR | dig-HABIT   |
| ‘그가 그것으로 파내곤 했다..’ |           |             |

장소격 접미사 -ngka/-la는 아래의 향외격, 탈격, 횡단 접미사가 고유 명사와 대명사에 붙을 때, 기피 접미사가 무언가에 붙을 때 그 사이에 삽입된다.

##### 향외격
피찬차차라어에서 -kutu는 향외격을 표시한다.
| Wati                  | ngura-kutu | a-nu.   |
| man.ABS               | home-ALL   | go-PAST |
| ‘남자가 집으로 갔다.’ |            |         |

##### 탈격
피찬차차라어에서 -nguru는 탈격을 표시한다.
| Wati-ngku                             | maḻu         | apu  | katu-nguru | nya-ngu. |
| man-ERG                               | kangaroo.ABS | hill | top-ABL    | see-PAST |
| ‘남자가 언덕 위에서 캥거루를 보았다.’ |              |      |            |          |

##### 횡단 접미사
피찬차차라어에서 -wanu는 그것을 가로질러 간다는 의미를 나타낸다.
| Wati                           | karu-wanu  | a-nu.   |
| man.ABS                        | creek-TRAN | go-PAST |
| ‘남자가 계곡을 가로질러 갔다.’ |            |         |

##### 기피 접미사
피찬차차라어에서 -tawara는 그것을 피해 어디론가 간다는 의미를 나타낸다. 항상 장소격 접미사 -ngka/-la와 같이 나타난다.
| Minyma                              | a-nu    | tjitji | kura-ngka-tawara. |
| woman.ABS                           | go-PAST | child  | bad-LOC-AVERS     |
| ‘여자가 나쁜 아이가 무서워 떠났다.’ |         |        |                   |

#### 인과 접미사
피찬차차라어에서 -kitja, -tjiratja, -tjara는 각각 무엇을 위해, 무엇이 없기 때문에, 무엇이 있기 때문에 그러하다는 의미를 나타낸다. -kitja와 -tjiratja는 반드시 능격 접미사를 붙여 일치시켜야 하지만, -tjara는 능격 접미사를 붙이는 여부에 따라 다른 의미를 나타낼 수 있다.
| Minyma-ngku                              | kuri   | pu-ngu   | kungka | kutjupa-tjara  |
| woman-ERG                                | spouse | hit-PAST | woman  | another-HAVING |
| ‘여자가 다른 여자가 있는 남편을 때렸다.’ |        |          |        |                |

| Minyma-ngku                                | kuri   | pai-nu      | wati | kutjupa-tjara-ngku |
| woman-ERG                                  | spouse | banish-PAST | man  | another-HAVING-ERG |
| ‘여자가 다른 남자가 있어 남편을 쫓아냈다.’ |        |             |      |                    |

능격 접미사가 붙었을 경우 소유주가 능격임을 표시하고, 그렇지 않았을 경우 소유주는 절대격이다.

### 대명사
피찬차차라어의 대명사는 단수, 쌍수, 복수와 1인칭, 2인칭, 3인칭으로 구분된다. 대명사는 명사와는 다르게 주격-대격 정렬을 따른다. 3인칭이 별도로 존재하는 것은 오스트레일리아 언어에서 일반적이지 않다.
|      | 1인칭     | 1인칭     | 1인칭       | 2인칭      | 2인칭       | 2인칭     | 3인칭    | 3인칭    | 3인칭     |
| 단수 | 쌍수      | 복수      | 단수        | 쌍수       | 복수        | 단수      | 쌍수     | 복수     |           |
| ---- | --------- | --------- | ----------- | ---------- | ----------- | --------- | -------- | -------- | --------- |
| 주격 | ngayu-lu  | ngali     | nganaṉa     | nyuntu     | nyupali     | nyura     | palu-ṟu  | pula     | tjana     |
| 대격 | ngayu-nya | ngali-nya | nganaṉa-nya | nyuntu-nya | nyupali-nya | nyura-nya | palu-nya | pula-nya | tjana-nya |

#### 의존 대명사
피찬차차라어의 의존 대명사는 접어의 형태로 나타나며, 문장의 첫 구성 성분에 붙는다. 단독으로 나타날 수 있는 대명사와 마찬가지로 주격과 대격이 존재한다.
|      | 1인칭 | 1인칭   | 1인칭   | 2인칭 | 2인칭 | 2인칭 | 3인칭 | 3인칭   | 3인칭 |
| 단수 | 쌍수  | 복수    | 단수    | 쌍수  | 복수  | 단수  | 쌍수  | 복수    |       |
| ---- | ----- | ------- | ------- | ----- | ----- | ----- | ----- | ------- | ----- |
| 주격 | -ṉa   | -li     | -la     | -n    |       |       | -Ø    | -pula/Ø | -ya/Ø |
| 대격 | -ṉi   | -li-nya | -la-nya | -nta  |       |       | -Ø    | -Ø      | -Ø    |

모든 대명사에 대해 접어 형태가 존재하는 것은 아닌데, 이 경우 대명사가 직접 사용된다.
| Tjitji-ṉa             | nya-ngu. |
| child.ABS-1SG.NOM     | see-PAST |
| ‘내가 아이를 보았다.’ |          |

| Tjitji                      | nyanga | puḻka-ngku-ṉi   | nya-ngu. |
| child                       | this   | big-ERG-1SG.ACC | see-PAST |
| ‘이 큰 아이가 나를 보았다.’ |        |                 |          |